# Friedrich Hoßfeld (Jurist)
Friedrich Hoßfeld (geb. 5. Januar 1636 in Salzungen; gest. 24. August 1697 in Meiningen) war ein deutscher Jurist.
Hoßfeld war Bürgermeister in Gotha, Konsistorialrat und Hofrat.
Zunächst war Hoßfeld Schüler am Gymnasium in Gotha, bevor er 1658 in Gießen und 1662 in Leipzig Jura studierte. Im Jahre 1665 promovierte Hoßfeld zum Dr. jur. an der Universität Altdorf, wurde danach Hofadvokat und Gerichtsassessor in Gotha, Scholarch am Gymnasium Gotha. Die nächsten Stationen waren Bürgermeister und Syndikus, Funktionen im Obervormundschaftskollegium. Hoßfeld wurde schließlich gräflich-hohenlohischer Rat in Ohrdruf. Zuletzt war er Hof- und Konsistorialrat sowie Obervormundschaftsdirektor in Meiningen.